# Алексеев, Иван Павлович (Герой Советского Союза)
Ива́н Па́влович Алексе́ев (9 августа 1923, Каратеевка, Тульская губерния — 14 декабря 1984, Новомосковск, Тульская область) — советский офицер, участник Великой Отечественной войны, Герой Советского Союза (1944). Капитан Советской армии.

## Биография
Родился 9 августа 1923 года в деревне Каратеевка Казанской волости Богородицкого уезда Тульской губернии в крестьянской семье. По окончании семилетки учился в школе ФЗУ города Калуги. Работал бетонщиком в Красноярске.
20 февраля 1942 года призван в РККА Воловским РВК. С 20 мая 1942 на фронтах Великой Отечественной войны. Член ВКП(б) с 1943 года. Служил в должности наводчика станкового пулемёта, а затем — командира пулемётного расчёта.
Командир пулемётного расчёта 1022-го стрелкового полка 269-й стрелковой дивизии 3-й армии Белорусского фронта сержант И. П. Алексеев отличился 21 февраля 1944 года. Штурмовой группе была поставлена задача форсировать реку Днепр, занять плацдарм в районе деревни Вищин в Гомельской области Белоруссии и удерживать его до подхода основных сил. И. П. Алексеев первым переправился через Днепр на подручных средствах со своим пулемётом и открыл огонь по огневым точкам противника, подавив их, чем обеспечил форсирование реки советскими войсками с меньшими потерями.
Во время боя в глубине обороны противника участвовал в отражении 13-ти контратак, подорвав при этом с помощью противотанковых гранат 3 танка. Также огнём своего пулемёта уничтожил до двух батальонов пехоты противника. Дважды ранен, но не покинул поле боя. При отражении тринадцатой атаки контужен и в бессознательном состоянии отправлен в госпиталь.

Указом Президиума Верховного Совета СССР от 23 июля 1944 года за образцовое выполнение боевых заданий Командования на фронте борьбы с немецкими захватчиками и проявленные при этом отвагу и геройство сержанту Алексееву Ивану Павловичу присвоено звание Героя Советского Союза с вручением ордена Ленина и медали «Золотая Звезда».

Уволен в запас в августе 1956 года с должности командира взвода по подготовке шофёров. Жил и работал в городе Новомосковске. Умер 14 декабря 1984 года.

## Награды
- Медаль «Золотая Звезда» Героя Советского Союза (23 июля 1944)
- Орден Ленина (23 июля 1944)
- Три медали «За отвагу»[3] (26.7.1942; 7.11.1943; 31.12.1943[2])
- Медаль «За боевые заслуги»[3]
- Медаль «За победу над Германией в Великой Отечественной войне 1941—1945 гг.»
- Юбилейная медаль «Двадцать лет Победы в Великой Отечественной войне 1941—1945 гг.»
- Юбилейная медаль «Тридцать лет Победы в Великой Отечественной войне 1941—1945 гг.»
- Юбилейная медаль «30 лет Советской Армии и Флота»[3]

## Память
Имя Героя Советского Союза И. П. Алексеева увековечено на Мемориале павшим в Великой Отечественной войне в городе Новомосковске Тульской области.